# فور شيرد
فور شيرد (بالإنجليزية: 4shared)‏ هي خدمة تخزين وتبادل الملفات تم تأسيسها في عام 2005 في من قبل أليكس لينكوف وسيرجي تشودنوفسكي. واليوم فإن 4shared لديه 5,300,234 مستخدم و 11,000,222 من الزائرين يوميًا و 940 تيرا بايت من الملفات التي يتم استضافتها و317 تيرا بايت من تبادل الملفات يوميًا.
توجد أربعة فئات رئيسية لتخزين الملفات، وتبادلها، وبحثها: الفيديو، والموسيقى، والصور، والكتب.

## الاستخدام
4shared يتيح للمستخدمين تحميل وتنزيل الملفات مع أي متصفح ويب. يتيح التسجيل الأساسي للمستخدمين القيام بتحميل 10240 ميجا بايت في حسابهم. أما تأكيد التسجيل عبر البريد الإلكتروني فيتيح زيادة مساحة التخزين إلى 15 جيجا بايت. أما المستخدمين الاستثنائيين فيحصلون على 100 جيجا بايت مساحة لتخزين ملفاتهم.
بعد التحميل الناجح للملفات، فإن المستخدم يحصل على رابط مميز يورال يتيح للآخرين تنزيل هذه الملفات. ويتم تخزين الملفات التي يتم تحميلها طالما أن المستخدم يقوم بتسجيل الدخول إلى حسابه على الأقل مرة واحدة كل 30 يوم أو يتم تنزيل ملف إحدى الملفات مرة واحدة على الأقل كل 30 يوم. أما الحسابات الاستثنائية فليس لديها فترة انتهاء صلاحية للملفات طالما أن المستخدم يحتفظ بعضويته فيها. مع العلم أن واجهة المستخدم تشبه في أدائها معايير مستكشف الملفات.
يتعين على المستخدمين غير المسجلين الانتظار لمدة 20 ثانية في قائمة التنزيل (لا يتطلب حروف تحقق الملء) ويمكن بدء تنزيلات متعددة في الوقت ذاته.

## الخصائص
يمكن للمستخدمين تقييم الملفات (تقييم 5 نجوم)، وتبادلها عبر مواقع شبكة الوسائط الاجتماعية، وإبداء ملاحظات. ويحصل كل مستخدم على صفحته الخاصة القابلة للتخصيص مع وجود إحصائيات. ويمكن للمستخدمين أيضًا الاشتراك في حسابات مستخدمين آخرين ومتابعة تحديثاتهم. وتشبه هذه الخاصية ما نجده على موقع فيس بوك وتويتر.
4shared يحتوي على نظام بحث ممتد يتيح اختيار صيغ ملفات معينة للبحث عنها.

### صيغ الملفات الصوتية
إم بي 3، m3u، m4u، mid، أوغ، رع، ram، rm، واف، wma.

### صيغ ملفات الفيديو
ثري جي بي، avi، mov، إم بي إي جي-4 بارت 14، إم بي إي جي، mpg، إس دبليو إف، asf، ويندوز ميديا فيديو، m2ts، فلاش فيديو.

### صيغ رسومية
bmp، dwg، جي آي إف، جيه بيه إيه جي، png، psd، تيف.

### صيغ الملفات المضغوطة
kmz، حزمة، rar، زب.

### صيغ الملفات النصية
doc، lit، mdb، نسق المستندات المنقولة، pps، ppt، rtf، srt، txt، wps، xls.

### صيغ ملفات البرامج
exe، جرة. 55

### صيغ ملفات الويب
htm، لغة ترميز النص الفائق.

### صيغ الملفات المحمولة
nth، الصين، sis.

## البرنامج

### 4shared Desktop
4shared Desktop هو مدير تنزيل/تحميل يدعم خاصية سحب وإفلات الملفات وإضافة مزيد من الخيارات إلى قائمة is a مايكروسوفت ويندوز المعاييرية النصية التي يتم استدعائها بالنقر بالزر الأيمن للفأرة على الملف. يدعم هذا التطبيق خاصية التحميل المتعدد، والتزامن (تعمل حاليًا في الوضع التجريبي) وحماية بكلمة مرور اختيارية للملفات. متاح في مايكروسوفت ويندوز فقط.

### 4shared Mobile
4shared Mobile هو تطبيق مشابه لـ 4shared Desktop. ويتيح سيمبيان في الهواتف النقالة آي فون حصول المستخدمين على وصول فوري إلى حساباتهم، وإدارة ملفاتهم، والبحث عن كل ملف جديد. ويستطيع المستخدم إنشاء قائمة من الملفات المفضلة للوصول السريع، وفرز الملفات بحب المجلدات، الخ.

### 4shared Toolbar
أصدر4shared أيضًا شريط الأدوات الخاص به من أجل إنترنت إكسبلورر وفايرفكس. يتيح هذا التطبيق وصول فوري إلى حسابات المستخدمين في 4shared وإمكانية البحث عنها، ومواقع الوسائط الاجتماعية. يتيح4shared Toolbar أيضًا مشاهدة التليفزيون الرقمي، والاستماع إلى محطات الراديو، ومعرفة أحوال الطقس المحلي، الخ.

## شروط الاستخدام وسياسة الخصوصية
4shared هو العلامة التجارية الرسمية. ويتم تنظيم أنشطة مستخدم4shared وفقًا لشروط الاستخدام وسياسة الخصوصية الخاصة بـموقع 4shared. 4shared هي وفقًا لـ Digital Millennium Copyright Act ("DMCA").
4shared تتوافق مع APCM – Associacao Anti-Pirataria Cinema e Musica, Gameloft GrayZone Inc (Rhino Entertainment, Warner Strategic Marketig), Kogan Page, Linotype GmbH, Pearson Education, Publishers-antipiracy.net, RIAA, Websheriff, Microsoft, Needlework Designers, Graf Records, FiveWin, ADM Records, MG/Curb Records, Cassandra Clare, Apple, الخ.
توفر خدمة 4shared حسابات لكي يتم تخزين البيانات بصورة قانونية فقط. وعلى الرغم من موقع، فإن موقع 4shared لا يتحمل أي مسؤولية في مراجعة محتويات الحسابات، إلا انه يحتفظ بالحق في مراجعة أية مواد يتم الاشتباه في أنها تنتهك شروط استخدام موقع 4shared ومن ثم إزالة المحتوى، أو تعطيل، أو إزالة حسابات المستخدمين الذين ينتهكون حقوق الملكية الفكرية للآخرين أو قد يعرضون موقع، 4shared لمسؤولية مدنية أو جنائية.

## أمور قانونية
لا يحتوي موقع4shared على أي سجل بوجود مشاكل قانونية.

## لغات
يتوفر الموقع بعدد 15 لغة، من ضمنها العربيةو الصينيةو الإنجليزيةو الفرنسيةو الإيطاليةو اليابانيةو الكوريةو الماليزيةو البولنديةو البرتغاليةو الروسيةو الأسبانيةو التايلنديةو التركية والفيتنامية.

## راجع أيضًا
- استضافة بنقرة واحدة – مزيد من المعلومات عن هذا النوع من الخدمة
- ميغا أبلود — شركة قائمة في هونغ كونغ تم تأسيسها من أجل تحميل وتنزيل الملفات.
- رابيد شير – شركة ألمانية للاستضافة بنقرة واحدة تعمل من سويسرا
- ميديا فاير — موقع ويب للاستضافة المجانية للملفات والصور يقع مقره في تكساس، الولايات المتحدة الأمريكية